# Kuków-Folwark (gromada)
Kuków-Folwark (1954–69 Bród Nowy) – dawna gromada, czyli najmniejsza jednostka podziału terytorialnego Polskiej Rzeczypospolitej Ludowej w latach 1954–1972.
Gromady, z gromadzkimi radami narodowymi (GRN) jako organami władzy najniższego stopnia na wsi, funkcjonowały od reformy reorganizującej administrację wiejską przeprowadzonej jesienią 1954 do momentu ich zniesienia z dniem 1 stycznia 1973, tym samym wypierając organizację gminną w latach 1954–1972.
Gromadę Kuków-Folwark z siedzibą GRN w Kukowie-Folwarku utworzono 1 stycznia 1969 w powiecie suwalskim w woj. białostockim, w związku z przeniesieniem siedziby GRN gromady Bród Nowy (bez wsi Czarnakowizna) z Brodu Nowego do Kukowa-Folwarku i przemianowaniem gromady na gromada Kuków-Folwark; równocześnie do gromady Kuków-Folwark przyłączono wsie Chmielówka Stara, Korobiec, Korkliny, Sokołowo, Taciewo i Turówka Nowa ze zniesionej gromady Chmielówka Stara oraz wsie Aleksandrowo, Kuków, Kropiwne Stare, Przebród, Trzciane i Żyliny ze zniesionej gromady Wychodne.
Gromada przetrwała do końca 1972 roku, czyli do kolejnej reformy gminnej.
Zobacz też: gmina Kuków